# 周良洛
周良洛（1958年11月—），中华人民共和国官员，江西省铅山县人，生于河南省洛阳市。周良洛中学毕业后到河南省中牟县插队，1978年考入清华大学，1981年10月加入中国共产党，大学毕业后留校工作，曾在共青团清华大学委员会、清华大学学生部任职，官至清华大学团委书记。2003年起，周良洛历任中共朝阳区委常委、宣传部部长，朝阳区常务副区长，海淀区区长。2007年4月，周良洛因涉嫌贪腐被带走调查。2007年7月，他被开除中国共产党党籍。2008年3月，北京市第二中级人民法院认定周良洛犯受贿罪，判处死刑缓期二年执行。

## 早年
周良洛原籍江西省铅山县，生于河南省洛阳市。1976年8月，他中学毕业，到河南省中牟县孟庄公社插队。恢复高考后，周良洛在1978年考入清华大学电机系高电压技术与设备专业，1983年毕业并留校任清华大学团委组织部部长。1984年8月，周良洛在清华大学社会科学系思想政治教育专业攻读法学学士，1986年7月毕业。毕业后，他仍在清华大学任职，担任中共清华大学党委学生部主任科员。1988年3月，他回到共青团系统，任清华大学团委副书记。1989年9月，他升任清华大学团委书记，还担任清华大学学生部副部长（后改称学生处副处长），直至1993年12月。

## 任职朝阳
1993年12月，周良洛离开清华大学，升任中共朝阳区委常委、宣传部部长。2000年1月，他改任朝阳区常务副区长。当上常务副区长仅仅半年，他就策划并举办了朝阳国际商务节，着重打造CBD概念。
担任中共朝阳区委宣传部部长期间，周良洛开始受贿。他利用职权收受广告商的贿赂。妻子鲁小丹则在他任常务副区长之后注册了两家公司。

## 任职海淀
2002年4月1日，中共北京市委任命周良洛为中共海淀区委委员、常委、副书记。4月4日，海淀区人大常委会决定任命周良洛为副区长，并由周良洛代理区长。同年11月25日，海淀区人民代表大会选举周良洛为区长。2006年12月海淀区第十四届人民代表大会第一次会议上，周良洛再次被选为海淀区区长。
周良洛任上，海淀区于2003年启动北部新区发展战略，推进百望山以北的山后地区城市化，发展高新技术产业。海淀区政府宣布2003年为“环境建设年”，政府出资23亿元人民币，调动各界力量共计60亿元人民币建设“秀美山水园林海淀”，启动元大都西北土城遗址建设工程，建设昆玉河水景走廊等“五大现代水景”，还要建设多处广场和绿地。2005年海淀区推行行政体制改革试点，率先设立公共服务委员会，行使原属区卫生局和区文化委的职能，“政事分开、管办分离”，试点政府部门不再举办非行政性的事业单位。作为改革内容，海淀区22家医院与区卫生局脱钩，改隶公共服务委员会，由政府购买公共医疗服务。2005年底，周良洛入选人民网2005年度最受关注地方领导。接受采访时，周良洛表示打算沿昆玉河修建上下行各三车道的单行道，为方便北部新区交通可能会“钻山入地”采取下穿单位大院或者打通西山隧道的方式新建南北交通大道。周良洛任上海淀区新设了几家惠民医院。他还提出要改善农民工子弟学校条件、完成北四环等道路的绿化和灯光工程等。
周良洛担任海淀区长后，海淀区提出了“上风上水上海淀，融智融商融天下”的口号。周良洛落马后，民间将这句话改成“上风上水上海淀，人落马落周良洛”反讽。任职海淀期间，周良洛收受了多家地产商的贿金。在他任上，海淀区推行北京市城市绿化隔离地区建设工程时，地产商数次打破回迁房与商品房用地比例规定，地产商获利增加，政府资金出现缺口，村民无法全部回迁。一些村镇出现农地流失，西北旺镇安宁庄村村民将海淀区政府告上法庭，认为区政府违规批地，未经征用即将土地批给开发商，而将村民转为非农业户口。北京市人民代表大会代表沈梦培数次质疑周良洛。2004年7月，海淀区强拆上地建材城，2005年11月上地建材城起诉海淀城管，索赔6亿元人民币。沈梦培发现海淀区政府一直在试图干扰海淀区人民法院审判，遂以市人大代表身份上书请求由北京市第一中级人民法院审理。沈梦培发现上地建材城存在先强拆、后批准的问题。2006年，沈梦培质疑周良洛让物美商业集团托管超市发一事缺乏考虑。2004年4月中关村街道宣布该年10月起关停海中市场（原中关村科南市场），沈梦培将陈维波关于海中市场的信件转交市长王岐山，副市长陆昊批示后区长周良洛却一再拖延解决此事。
2007年4月6日，中纪委将周良洛带走调查。当时周良洛因身体不适，正在海淀医院就医。4月10日，中共北京市纪委召集各区纪委书记开会，简要通报了周良洛涉嫌腐败一事。4月25日，海淀区人大常委会同意周良洛辞去区长一职。7月26日，中共北京市纪委、北京市监察局决定开除周良洛的公职、党职，并将涉嫌犯罪的线索移交北京市检察院第二分院。12月24日，北京市第二中级人民法院决定立案。

## 腐败案
《财经》杂志称，有关部门侦办北京市原副市长刘志华案时发现了周良洛受贿线索，因而启动了对他的调查。另有媒体称，周良洛被查与刘志华无关，被查起于海淀区安宁庄村村民的行政诉讼案。后来新华网刊发的报道称，当时中共北京市纪委接到群众举报周良洛受贿，随即展开调查，调查的突破口是王少一。当时办案人员发现一个曾与周良洛有过金钱往来的银行账户有异常，这个账户每天分五次、每次存入八万多人民币。根据当时的汇率，八万多人民币正好是一万美元，每日五次、每次一万美元正好是中国政府对个人兑换美元设置的上限。账户主人王少一并不经营海外生意，本无外汇往来，办案人员意识到王少一是关键线索。经王少一交代，纪检人员得到了周良洛涉嫌受贿的线索，这些钱确实与周良洛有关，这些钱来自泰跃房地产公司刘军。
后来的庭审上检方指控周良洛收受的贿款中，九成与房地产和土地审批有关。周良洛收受的贿金中，最大一笔来自北京泰跃房地产有限公司董事长刘军。周良洛当上海淀区长之初，曾下令中止泰跃公司2002年立项的稻香湖北岸、北安河两项目。刘军为了保住工程，向曾在朝阳区建委任职、熟识周良洛的皇甫炳君赠送200万元人民币安家费和400万元人民币家具钱，并让皇甫炳君担任泰跃公司副总经理，请他引见周良洛。之后，泰跃公司不仅得以继续开发这两个项目，还得以入股开发稻香湖景酒店项目。为此，刘军送给周良洛一笔钱，这笔钱转到了香港，兑换成美元后以王少一的名义存入了汇丰银行，约93万美元。2004年5月，泰跃公司财务出现问题，刘军希望从稻香湖项目中撤出资金。周良洛便以稻香湖“上风上水”、民营企业不宜参加开发稻香湖项目为由，使海淀区退回了刘军的2亿元资本金，还为泰跃公司支付了8%的投资回报（1600万元人民币）。2006年春节，刘军借拜年的名义，送给周良洛100万元人民币。
周良洛帮助亿城集团竞得竹园项目，2006年3月至4月间亿城集团董事长周海冰通过周良洛的大学同窗李平向他行贿200万元人民币。贿款通过假合同打到李平和王凤长的公司账户上。贿款由李平设“一卡一折”，李平拿存折，周良洛拿银行卡，预拟在遭遇检查时说钱是李平的。周良洛帮助北京永泰房地产公司催款、协调隔离带拆迁、竞标海淀区政府招商大厦办公楼，为此在2005年得到永泰公司总经理戴迪赠予的价值198万元人民币的一套住房。他帮助北京瀚天诚信汽车咨询服务有限公司运作项目，在2005年6月收受董事长周飞提供的人民币198.728万元。他还帮助北京坤正房地产投资顾问有限公司完成棕榈泉项目前期规划手续过程，为此总经理张小军在2001年向他行贿人民币10万元。
周良洛的妻子鲁小丹也参与了受贿。2006年，因为周区长帮助北京瑞景清源房地产公司开发主语城项目，公司总经理张劲梅以工资、奖金为名发给鲁小丹29万元。2001年1月，周良洛被提拔为朝阳区副区长时，妻子鲁小丹与孟钢注册成立北京盛世风华现代企业管理咨询有限公司，鲁孟二人各出资25万元，公司经营范围涵盖企业投资、重组、兼并、改制咨询及经济信息咨询等等。同年2月15日，鲁小丹又注册了一家经营范围类似的北京诚信世家企业管理咨询有限公司，注册资本为30万元人民币。据说这两家公司都是周良洛收取贿金的工具。庭审时，检方指控鲁小丹参与受贿的金额为889万余元人民币。
据北京市检方指控，周良洛受贿始于1998年，当时他在朝阳区担任中共区委宣传部长、副区长，收取贿赂利用职权帮助企业承揽广告业务。转往海淀区任职之后，他还继续收受广告公司的贿赂。1998年至2002年，周良洛分别收受了北京蓝色家园广告公司总经理陈硕、北京大正广告公司经理周京海总额99万元人民币和45万元人民币的贿赂。1998年至2006年，他收受北京波普广告艺术有限公司经理黄少梅的贿金总额为20万元人民币。
企业家为了讨好周良洛，常常安排人员作为朋友带上化名陈老板的周良洛到饭店、歌舞厅、桑拿按摩院消费作乐。后来，由于中共中央禁止干部出入经营性娱乐场所，周良洛不敢再去，商人们就为他单独安排了一个地方，备好酒和女人，仅供周良洛一人享乐。这些女人除了基本工资，还会拿到绩效工资，绩效工资多少取决于她们是否可以取悦“陈老板”。
2008年3月20日上午，北京市第二中级人民法院开庭审理了周良洛受贿案。由于周良洛与妻子受贿金额重叠较大，鲁小丹作为共犯一同受审。检方指控，周良洛1998年至2006年担任中共朝阳区委宣传部长、朝阳区副区长、海淀区区长期间，涉嫌受贿美元近93万元、人民币超过900万元，折合人民币共计约1672万元。庭审时，周良洛承认了大部分指控。不过，他对鲁小丹受贿的指控提出了异议。最后陈述时，周良洛希望法官考虑自己的坦白情节，从轻发落。原本计划用时两天的审判，一天即告完成。庭审从当日上午9时开始，中午短暂休息后继续，一直持续到当晚6时。3月28日，法庭宣判周良洛犯受贿罪，判处死刑缓期二年执行，剥夺政治权利终身，没收个人全部财产；鲁小丹犯受贿罪，判处无期徒刑，剥夺政治权利终身，没收个人全部财产。周良洛未提出上诉；鲁小丹当庭未提出上诉，但后来提出上诉。北京市高级人民法院核准了周良洛的死缓判决，对鲁小丹维持原判。据2015年的报道，周良洛在狱中坚持每日练习书法。鲁小丹入狱后多次获得减刑，2010年8月20日获得减刑为有期徒刑19年，剥夺政治权利减为5年；2011年获得减刑10个月；2013年获得减刑1年9个月；2017年获得减刑6个月。
2002年4月，周良洛出任海淀区代区长，同月王少一注册成立了北京博雅绿茵园林绿化有限公司。王少一是周良洛的发小，而周良洛则向政界和商界介绍说王少一是他的表弟。博雅绿茵仅有四级园林施工资质，资质较低，通常无缘承揽重大项目。然而，周良洛担任区长期间，王少一的公司承揽了海淀公园、圆明园、博雅德园、稻香湖景酒店、元大都遗址公园等重要项目的部分标段，而且这些项目都没有公开的招标信息。这些项目都出自周良洛推动的“秀美山水，园林海淀”。不过法院并未将王少一同案处理。有知情人向记者透露，若将王少一同案处理，涉案贿金将成倍增加。
旁听审理的北京市人大代表沈梦培、海淀区人大代表孙维约认为，很多关于周良洛的举报材料并未进入此次审判的指控。《扬子晚报》发表评论，认为周良洛“主动交代”与“返还赃款”均不成立，应判死刑，法院量刑过轻。评论说，纪检人员调查王少一和鲁小丹才得到关于周良洛贪腐的线索，认定周良洛“主动交代”很勉强；搜查发现周良洛家中的钱有两千余万，超出了法院认定的受贿款，超出部分周良洛并未交代来源，与“主动交代”也不相符；评论怀疑周良洛挥霍了一些赃款，并未全数返还贿金。